# East Tawakoni
East Tawakoni – miasto w Stanach Zjednoczonych, w stanie Teksas, w hrabstwie Rains.